# Блам, Марк
Марк Блам (англ. Mark Blum; 14 мая 1950, Ньюарк, Нью-Джерси — 25 марта 2020, Нью-Йорк) — американский актёр театра, кино и телевидения.

## Биография
Родился 14 мая 1950 года в городе Ньюарк, штат Нью-Джерси, в еврейской семье. Отец — Мортон Блам, работник сферы страхования, мать — Лоррейн Блам (в девичестве Финк). Рос в городе Мейплвуд, штат Нью-Джерси, где окончил школу, после чего продолжил обучение в Пенсильванском университете.
В 1970-х годах начал играть на театральной сцене. В 1980-х начал сниматься в кино и на телевидении. Наиболее успешными были такие фильмы с его участием как «Отчаянно ищу Сьюзен» (1985) с Розанной Аркетт и Мадонной, «Данди по прозвищу „Крокодил“» (1986), «Свидание вслепую» (1987) с Брюсом Уиллисом и Ким Бейсингер, а также «Президио» (1988) с Шоном Коннери и Мэг Райан. Много снимался на телевидении, сыграл главную роль в сериале «Сладкое поражение» (1987), где его партнёршей стала Дана Дилейни, затем были роли в сериалах «Столичные новости» (1990), «Фрейзер» (1997) и «Моцарт в джунглях», в котором он играл в 2014—2018 годах.
В 1989 году Марк Блам получил театральную премию «Obie Award» за роль Эла в пьесе «Гас и Эл» Альберта Иннаурато (театр Playwrights Horizons, сезон 1988—1989). Также успешными были его театральные работы в постановках по пьесам «Lost in Yankers» Нила Саймона, «The Best Man» Гора Видала и «The Assembled Parties» Ричарда Гринберга. Был активным членом Гильдии киноактёров США.
В 2005 году женился на актрисе Джанет Зариш, брак продлился до смерти актёра. Марк Блам умер 25 марта 2020 года в Нью-Йорке в возрасте 69 лет. Причиной смерти стали осложнения, вызванные коронавирусным заболеванием COVID-19.